# Ombervissen
De ombervissen (Sciaenidae) vormen een familie van baarsachtige vissen. Ze omvat ongeveer 275 soorten in ongeveer 70 geslachten. 

## Verspreiding en leefgebied
De ombervissen worden over de gehele wereld aangetroffen, in zowel zoet- als zoutwater en voeden zich voornamelijk nabij de bodem met ongewervelden en kleinere vissen. Het zijn kleine tot middelgrote bodemvissen. De meeste vissen mijden heldere wateren, zoals koraalriffen op een paar soorten na. Ze leven over het algemeen in matig warme en tropische wateren en zijn vaak te vinden in grote rivieren in Zuidoost-Azië en Noordoost Zuid-Amerika, in de Golf van Mexico, de Golf van Californië en de Middellandse Zee. Het is een populaire vis in de hengelsport. Ze kunnen geluiden maken door hun spieren tegen hun zwemblaas te drukken.

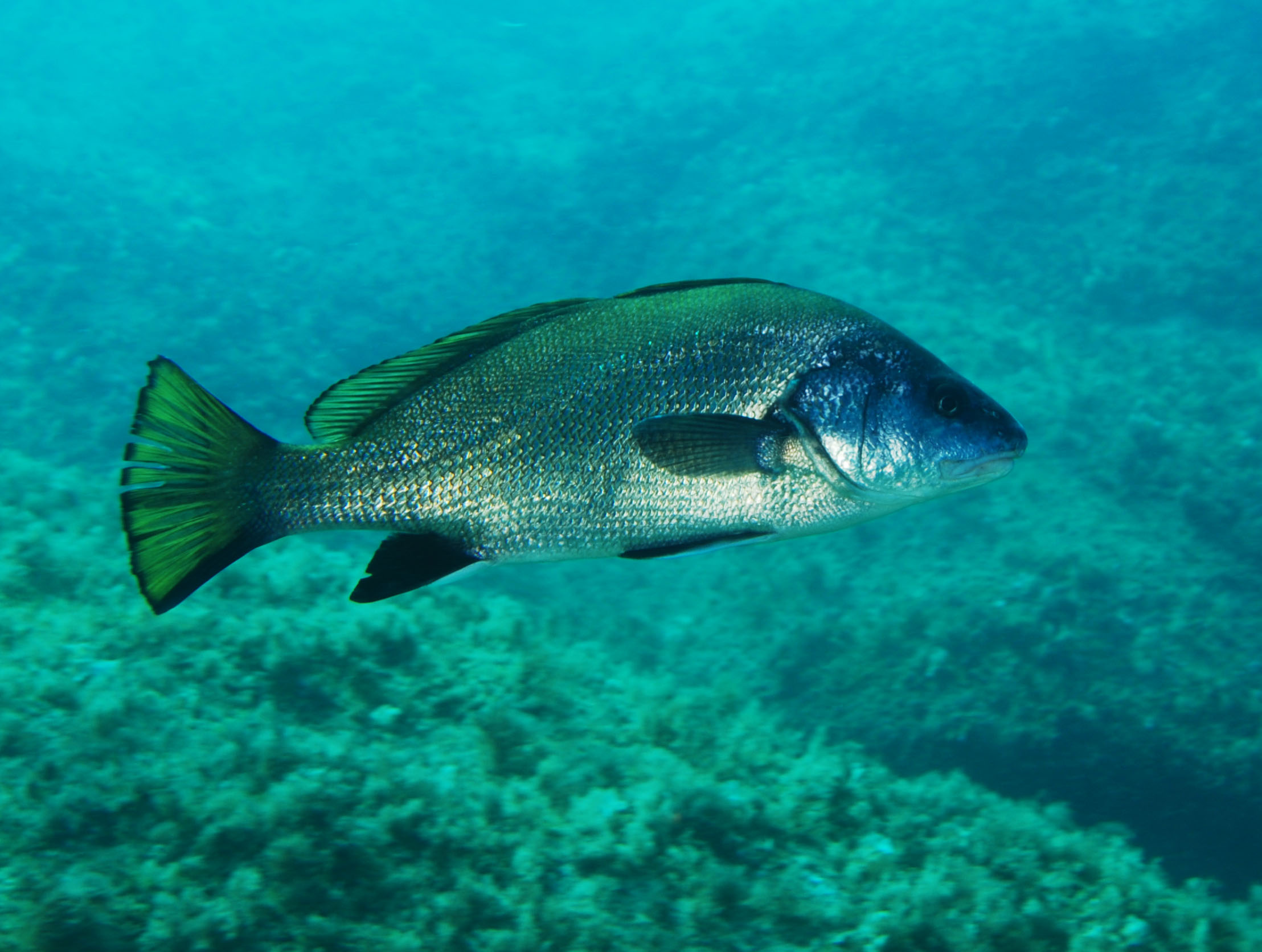
Corvina nigra (=Sciaena umbra) een soort ombervis uit het geslacht Sciaena (Middellandse Zee)

## Geslachten
De geslachten in deze familie zijn hieronder opgesomd, samen met enkele op Wikipedia beschreven soorten:
- Aplodinotus
- Argyrosomus De La Pylaie
- Aspericorvina
- Atractoscion Gill, 1862
- Atrobucca Chu, Lo & Wu, 1963
- Austronibea
- Bahaba Herre, 1935
- Bairdiella Gill, 1861
- Boesemania Trewavas, 1977
- Cheilotrema
- Chrysochir
- Cilus Delfin, 1900
- Collichthys
- Corvula Jordan & Eigenmann, 1889
- Ctenosciaena
- Cynoscion Gill, 1861
- Daysciaena
- Dendrophysa
- Elattarchus
- Equetus Rafinesque, 1815 (Riddervissen)
- Genyonemus Gill, 1861
- Isopisthus
- Johnius Bloch, 1793
- Kathala
- Larimichthys Jordan & Starks, 1905
- Larimus Cuvier & Valenciennes, 1830
- Leiostomus
- Lonchurus
- Macrodon
- Macrospinosa
- Megalonibea
- Menticirrhus Gill, 1861
- Micropogonias Bonaparte, 1831
- Miichthys
- Miracorvina
- Nebris G. Cuvier, 1830
- Nibea
- Odontoscion
- Ophioscion
- Otolithes Oken (ex Cuvier), 1817
- Otolithoides Fowler, 1933
- Pachypops
- Pachyurus Agassiz, 1831
- Panna Lal Mohan, 1969
- Paralonchurus
- Paranibea
- Pareques
- Pennahia
- Pentheroscion
- Plagioscion Gill, 1861
- Pogonias Lacepède, 1801
- Protonibea
- Protosciaena
- Pseudotolithus Bleeker, 1863
- Pteroscion
- Pterotolithus
- Roncador Jordan & Gilbert, 1880
- Sciaena Linnaeus, 1758
- Sciaenops Gill, 1863
- Seriphus Ayres, 1860
- Sonorolux
- Stellifer Oken, 1817
- Totoaba A. Villamar, 1980
- Umbrina Cuvier, 1817